# Епархија банатска
Епархија банатска је епархија Српске православне цркве.
Надлежни архијереј је епископ Никанор (Богуновић), а седиште епархије се налази у Вршцу, где су Саборна црква и владичански двор.
Епархија банатска, чији је данашњи назив релативно млад, вековима је носила име по граду Вршцу као свом катедралном месту, тако да је у старијој историји позната као Вршачка епархија.

## Историја

### Банат у суседству старих епархија
Још од времена позне антике, у непосредном суседству данашњег Баната постојале су древне епископије у Виминацијуму (данашњи Костолац) и Сингидунуму (Београд). Пошто су се обе епископије налазиле на самом Дунаву, извесно је да се њихов духовни утицај морао осећати и на другој страни реке у данашњем Банату. Почевши од 535. године, поменуте епископије су биле потчињене новоустановљеној архиепископији чије се средиште налазило у граду Јустинијана Прима.
Током 11. и 12. века, за време византијске власти, епископије Београдска и Браничевска биле су у саставу православне Охридске архиепископије. Крајем 13. века, бивши српски краљ Стефан Драгутин (1276—1316) је од угарског краља добио на управу Београд са Мачвом и Сремом, а потом је у заједници са својим братом, српским краљем Стефаном Урошем II Милутином (1282—1321) проширио власт ка истоку, задобивши области Кучева и Браничева. Тада је извршено и укључивање епископија Браничевске и Београдске у састав Српске архиепископије са средиштем у Пећи. Проширивањем надлежности Српске православне цркве до самих граница данашњег Баната створени су предуслови за развој духовног живота на поменутом простору.
- Просторни опсег Охридске архиепископије око 1020. године
- Држава краља Стефана Драгутина око 1300. године

### Надлежност Београдске митрополије
Почетком 15. века, српски деспот Стефан Лазаревић (1389—1427) је од угарског краља Сигисмунда добио Београд са Мачвом и многе поседе широм Угарске, укључујући и градове Бечкерек и Вршац у Банату. Управо у то време, српски митрополити из Београда добили су прилику за постепено ширење утицаја на православно становништво у околним угарским областима, укључујући и Банат.
Током 15. века, број православних Срба у Банату се стално увећавао услед досељавања становништва из јужних српских, ратом угрожених области. Заједно са народом, на ове просторе се досељавало и православно свештенство. Повратком Београда под угарску власт (1427), тамошњи српски митрополити су постали непосредни поданици угарског краља и сматрани су духовним старешинама свих православних Срба у тадашњој јужној Угарској, укључујући и Банат. Њихова надлежност се временом проширила далеко према северу, све до области Мармароша коју су настањивали православни Русини, што је посведочено повељом угарског краља Матије Корвина из 1479. године, која је додељена тадашњем београдском митрополиту Јоаникију.
До тог времена, православни Срби су већ увелико постали веома бројни у областима јужне Угарске. Угарски краљ Матија је 1481. године посебном одлуком ослободио православне Србе у читавој Угарској, укључујући и Банат, од плаћања десетка латинским бискупима. Ова одлука је била донета у јеку масовних миграција. Његов наследник, угарски краљ Владислав II је новом одлуком из 1495. године потврдио ослобађање православних Срба, Румуна и Русина у Угарској од плаћања десетка латинском свештенству.
Крајем 15. и почетком 16. века, српској православној властели (Бранковићи, Белмужевићи, Јакшићи) припадала је истакнута улога у политичким и војним збивањима на подручју Баната. Београдско-сремски митрополит и светитељ Максим Бранковић, који је умро 1516. године, сматран је духовним поглаваром православних Срба у јужној Угарској, укључујући и Банат.
Вршачка епархија је основана нешто раније, још крајем 15. века (1481. године) у манастиру Месићу поред Вршца, у доба деспотства Јована Бранковића. Према истом предању, први вршачки епископ се звао Партеније, а у Банат је стигао са Свете горе атонске, из Хиландара.
- Главни поседи српских деспота у јужној Угарској
- Опсег власти српског цара Јована Ненада (1527)
- Етничко подручје Јужних Словена у Подунављу од 16. до 18. века

### Епархија Вршачка
Године 1481. постојала је у Вршцу резиденција српских православних епископа. Спомиње се у документима тада владика Партеније Црни. А крајем 15. и почетком 16. века и Партеније Светогорац. Након турског освајања Београда (1521) и победе на Мохачу (1526) започело је ширење турске власти према угарским земљама. Након дугих борби, турско освајање Баната је окончано освајањем Темишвара (1552). Изван домашаја турске власти тада су остале само источне области око Лугоша и Себеша (Карансебеш), које су сачињавале посебан Лугошку и карансебешку бановину у саставу Трансилваније. Недуго потом, 1557. године, заслугом српског патријарха Макарија I извршена је обнова Српске патријаршије са средиштем у Пећи, што је довело до преуређења јерархијских односа на бившим угарским подручјима, укључујући и Банат. Иако је епархијска мрежа на простору Баната претрпела неколико промена, Вршачка епархија је постојано трајала током 16. и 17. века, обухватајући јужне делове Баната. На том простору развило се неколико српских манастира и велики број парохија. Поред Вршачке, на простору Баната су током раздобља турске власти деловале и друге српске епархије, које су повремено спајане или раздвајане, а међу њима се помињу: Темишварска, Липовска, Чанадска, Бечкеречка, Панчевачка. У то време, Срби су били већ толико бројни у Банату да се читава област понекад називала „Рашка” (Rascia, 1577).
Током Дугог рата (1593—1606) на подручју Вршачке епархије дошло је до масовног покрета православних Срба против турске власти. Истакнуту улогу у народном устанку одиграо је тадашњи вршачки владика Теодор, који је 1594. године учествовао у преговорима између српских устаника и државних власти у суседној Трансилванији. Због учешћа у Српском устанку против Турака у Банату, владика Теодор је пострадао од Турака. Српска православна црква је овог свештеномученика канонизовала 1994. године, а дан њему посвећен (29. мај) проглашен је за славу града Вршца. Средином 17. века, када је непосредна турска власт успостављена и у областима Лугошке и карансебешке бановине, надлежност Вршачке епархије проширена и над подручјем око Себеша (Карансебеш). Владика Теодосије, који је 1662. године отпутовао у Русију, носио је наслов митрополита вршачког и себешког.
- Српска патријаршија у 16. и 17. веку
- Темишварски пашалук у другој половини 16. века
- Српски устанак у Банату (1594)
- Српски устанак у Банату (1594)

Током Бечког рата (1683—1699) читаво подручје Баната је у више наврата било захваћено жестоким борбама између хабзбуршких и турских снага. Након Велике сеобе (1690) српски патријарх Арсеније III је 1694. године за новог вршачког владику поставио Спиридона Штибицу, који је раније био владика топлички. Његово именовање је потврђено повељом цара Леополда I од 4. марта 1695. године, чиме је озваничен опстанак Вршачке епархије под хабзбуршком влашћу. Пошто хабзбуршка војска до краја рата није успела да очисти Банат од Турака, читава област је по слову Карловачког мира (1699) морала да буде враћена под турску власт. Услед потешкоћа око предаје појединих места, источни део Вршачке епархије око Карансебеша је враћен под турску власт тек 1702. године.
У време избијања новог Аустријско-турског рата (1716—1718) на трону Вршачке епархије налазио се владика Мојсије Станојевић који је већ током прве ратне године, након протеривања турске војске из Баната, пристао уз нову хабзбуршку власт. Након склапања Пожаревачког мира (1718) и повлачења нових државних граница, Вршачка епархија је заједно са суседном Темишварском епархијом ушла у састав новостворене Београдске митрополије. У то време вршачке владике су често боравиле на истоку епархијског подручја у граду Карансебешу. У трећој деценији 18. века епархијска управа је враћена у Вршац и тада је започета изградња Саборне цркве Светог Николе.
- Темишварски пашалук средином 17. века
- Темишварски пашалук од 1699. до 1716. године
- Тамишки Банат средином 18. века

Након новог Аустријско-турског рата (1737—1739), Београд је поново потпао под турску власт, услед чега је тадашњи српски патријарх Арсеније IV прешао у Сремске Карловце. Један од његових најближих сарадника био је Јован Ђорђевић, који је 1750. године као вршачки епископ започео изградњу знаменитог Владичанског двора у Вршцу. Међу потоњим вршачким епископима који су стекли нарочите заслуге за развој православног српства у Карловачкој митрополији посебно место заузима Јосиф Рајачић, који је постао карловачки митрополит (1842), а потом и српски патријарх (1848). Вршачка епархија је остала у саставу Карловачке митрополије све до 1920. године, када је извршено спајање свих српских црквених области у јединствену Српску православну цркву.
У међувремену, банатски Румуни су 1865. године иступили из састава Карловачке митрополије и тада су од источних делова Вршачке и Темишварске епархије основали засебну православну румунску, Карансебешку епархију која је ушла у састав новостворене Сибињске митрополије.
- Војна крајина у 18. и 19. веку
- Српска Војводина (1848-1849)
- Војводство Србија и Тамишки Банат (1849-1860)

За време Првог светског рата (1914—1918) велики број српских свештеника и народних првака са подручја Вршачке епархије био је прогоњен од стране аустроугарских власти, а многи од њих су били интернирани у разним логорима широм Аустроугарске. Током јесени 1918. године, у време ослобођења, свештенство Вршачке епархије одиграло је значајну улогу у народном покрету за уједињење Баната са Србијом.

### Епархија Банатска
Након стварања Југославије (1918), повлачења нове државне границе са Румунијом (1919) и проглашења јединствене Српске патријаршије (1920) покренуто је питање о преуређењу јерархијских односа у југословенском делу Баната. Приликом попуњења упражњених епархија, 1920. године, епископ Георгије је изабран за епископа бачког, али је ова одлука неколико недеља касније на његову молбу стављена ван снаге и он је остао и даље на положају епископа темишварског све до 1931. године. Доношењем првог Устава Српске православне цркве (1931) и његовим спровођењем (1932) извршено је уједињење делова Вршачке епархије и Темишварске епархије у Југославији чиме је створена данашња Епархија банатска. После предаје Темишвара румунским властима, епископ Георгије се преселио у Велику Кикинду, а одатле је управљао и делом епархије у Румунији. Од 1. јануара 1931. године, после умировљења епископа вршачког Илариона (Радонића), епископ Георгије је администрирао Вршачком епархијом све док се она 1931. године није, са делом Темишварске епархије у Југославији, сјединила у Банатску епархију. Те године је епископ Георгије изабран за епископа банатског. На редовном мајском заседању Светог Архијерејског Сабора Српске православне цркве 2024. године уздигнута је на ранг митрополије.

## Архијерејска намесништва
Према подацима из 2002. године, Банатска епархија је имала 158 парохија и 132 свештеника у 6 намесништава. Према подацима из 2016. године, епархија има 14 архијерејских намесништава, 147 црквених општина, 215 парохија, 171 активна свештеника и 6 ђакона. Архијерејска намесништава су
- Архијерејско намесништво алибунарско
- Архијерејско намесништво белоцркванско
- Архијерејско намесништво вршачко
- Архијерејско намесништво житишко
- Архијерејско намесништво зрењанинско
- Архијерејско намесништво кикиндско
- Архијерејско намесништво ковинско
- Архијерејско намесништво новобечејско
- Архијерејско намесништво новокнежевачко
- Архијерејско намесништво оповско
- Архијерејско намесништво панчевачко
- Архијерејско намесништво сечањско

## Манастири
- Баваниште,
- Влајковац,
- Војловица,
- Месић,
- Свете Тројице,
- Средиште,
- Стари Гај,
- Хајдучица.
- Манастир Свете Меланије

## Епископи
На подручју данашње Банатске епархије раније је постојало неколико епархија, које су током времена турске власти повремено спајане или раздвајане. Тако су из 16. века познати: панчевачки владика Андрија (1582) и вршачки владика Теодор који је 1594. године био учесник устанка Срба у Банату против Турака. Из 17. века познати су вршачки епископи Симеон (1619), Антоније (1622) и Теодосије (1662), као и бечкеречки епископи Висарион (1609) и Михајло (1687).
Почетком 1931. године темишварски епископ Георгије Летић преузео је дужност администратора упражњене Вршачке епархије. Крајем исте године усвојен је црквени устав који је предвиђао стварање јединствене Банатске епархије, састављене од дотадашњих делова Вршачке епархије и Темишварске епархије у југословенском делу Баната. Ове одредбе су спроведене у дело током 1932. године, када је Георгије Летић устоличен у Вршцу као први епископ банатски.
Досадашњи епископи ове епархије су: (непотпун списак)

### Епископи вршачки
- Партеније Црни, (1481-)
- Партеније Светогорац, (крај 15. и почетак 16. века)
- Теодор (-1594)
- Симеон (пре 1611)
- Антоније (1611-1622)
- Спиридон (1625)
- Теодосије (пре 1662)

- Спиридон Штибица (1694-1702-?), 1702. године је преместио столицу у Карансебеш
- Герасим[14] (1710-1713)
- Мојсије Станојевић (1713-1724), епископ вршачко-себешки, потврђен је 18. априла 1722, а преминуо пре октобра 1724. године; пре постриженик и јеромонах манастира Горњака;
- Николај Димитријевић (1725-1728), двапут управљао Београдско-карловачком митрополијом (1730. и 1736-1737), умро у Темишвару као темишварски владика 26. јуна 1744. године[15]
- Максим Несторовић (1728-1738), родом из Сентандреје
- Јефтимије Дамјановић (1739), претходно митрополит рашки и новопазарски у Србији
- Исаија Антоновић (1741-1748), постао касније митрополит карловачки

|  | Јован Ђорђевић (1749-1769) |

- Викентије Поповић (1774-1785)

|  | Јосиф Јовановић Шакабента (1786-1805) |

- Петар Јовановић Видак (1806-1818)
- Синесије Радивојевић, администратор, (1818-1828)
- Максим Мануиловић (1829-1833)

|  | Јосиф Рајачић (1833-1842) |

- Стефан Поповић (1843-1849)
- Емилијан Кенгелац (1853-1885)

|  | Нектарије Димитријевић (1887-1895) |

- Гаврило Змејановић (1896-1920)
- Иларион Радонић (1921-1929)

### Епископи банатски
|  | Георгије Летић (1931-1935)                            |
|  | Иринеј Ћирић (1935-1936) администратор епархије       |
|  | Викентије Вујић (1936-1939)                           |
|  | Дамаскин Грданички (1939-1947)                        |
|  | Гаврило Дожић (1947-1950) администратор епархије      |
|  | Викентије Проданов (1950-1951) администратор епархије |

- Висарион Костић (1951-1979)
- Хризостом Војиновић (1979- 1980)  администратор епархије

|  | Сава Вуковић (1980-1985) администратор епархије |
|  | Амфилохије Радовић (1985-1991) |
|  | Атанасије Јевтић (1991-1992) |
|  | Хризостом Столић (1992-2003) |
|  | Никанор Богуновић (2003 — сада), на мајском редовном заседању Светог архијерејског сабора (2024) уздигнут је у звање архиепископа вршачког и митрополита банатског. |

## Галерија
- Храв Сабора Светих Архангела у Новом Милошеву (Драгутиново)
- Иконостас у цркви у Ново  Милошеву (Драгутиново)
- Храм Светог Архиђакона Стефана у Новом Милошеву (Беодра)
- Храм Рођења Светог Јована Претече у Новом Бечеју (Врањево)
- Капела ,,Манастир" у Новом Бечеју
- Црква Светог оца Николаја у Новом Бечеју
- Храм Светих Архангела у Бочару
- Храм Успења Пресвете Богородице у Зрењаину
- Храм Ваведења Пресвете Богородице у Орловату
- Храм Успења Пресвете Богородице у Перлезу
- Храм Светог Георгија у Тарашу
- Храм Светог Николе у Меленцима
- Храм Вазнесења Господњег у Шурјану
- Храм Ваведења Пресвете Богородице у Зрењаину (Грандулица)
- Храв Сабора Светих Архангела у Куману
- Црква Светог оца Николаја у Ечки
- Манастир Месић
- Храм Преображења Госодњег у Панчеву
- Храм Успења Пресвете Богородице у Панчеву
- Владичански двор у Вршцу
- Храм Светог Оца Николаја у Кикинди
- Манастир Баваниште
- Манастир Влајковац
- Манастир Војловица
- Манастир Свете Тројице у Кикинди
- Манастир Средиште
- Манастир Хајдучица
- Манастир Свете Меланије у Зрењанину
- Саборна Црква Светог Николе у Вршцу
- Храм Св. Архангела Михаила и Гаврила у Банатском Аранђелову
- Храв Сабора Светих Архангела у Мокрину
- Храм Светог Оца Николаја у Остојићеву
- Храм Успења Пресвете Богородице у Стајићеву
- Храм Светог Саве и Симеона у Српском Итебеју
- Храм Светог Прокопија у Српској Црњи
- Храм Светог Оца Николаја у Борчи
- Богомоља „Водица“ у Кикинди
- Црква Светог Цара Лазара у Накову
- Храм Успења Пресвете Богородице у Руском Селу